# النبالة في دورة الألعاب البارالمبية الصيفية 2008
النبالة في الألعاب البارالمبية الصيفية 2008 تتكون من تسع فعاليات، خمس للرجال وأربع للسيدات. أقيمت المسابقات في الملعب الأولمبي للنبالة في بكين من 9 إلى 15 سبتمبر 2008.

## التصنيف
يُصنف الرماة حسب نوع ومدى إعاقتهم. يسمح نظام التصنيف للرماة بالتنافس ضد آخرين لديهم مستوى وظيفي مماثل.
فئات النبالة هي:
- كرسي متحرك 1 (W1)
- كرسي متحرك 2 (W2)
- وقوفًا (ST)

## الفعاليات
لكل من الفعاليات أدناه، يتم التنافس على الميداليات لواحدة أو أكثر من التصنيفات المذكورة أعلاه.
- فردي رجال قوس مركب
  - مفتوح
  - W1
- فردي رجال قوس منحني
  - وقوفًا
  - W1/W2
- فريق رجال قوس منحني
  - مفتوح
- فردي سيدات قوس مركب
  - مفتوح
- فردي سيدات قوس منحني
  - وقوفًا
  - W1/W2
- فريق سيدات قوس منحني
  - مفتوح

## الدول المشاركة
شارك 134 رياضيًا (86 ذكرًا، 48 أنثى) من 28 دولة في هذه الرياضة.
- كندا (3)
- الصين
- تايبيه الصينية (2)
- جمهورية التشيك (6)
- فنلندا (3)
- فرنسا (6)
- ألمانيا (5)
- بريطانيا العظمى (12)
- اليونان (2)
- جزيرة أيرلندا (1)
- إسرائيل (1)
- إيطاليا (7)
- اليابان (10)
- ماليزيا (2)
- منغوليا (2)
- هولندا (1)
- النرويج (1)
- بولندا (7)
- روسيا (1)
- سلوفاكيا (3)
- كوريا الجنوبية (13)
- إسبانيا (4)
- السويد (4)
- سويسرا (3)
- تايلاند (3)
- تركيا (5)
- أوكرانيا (8)
- الولايات المتحدة (8)

## ملخص الميداليات

### جدول الميداليات
يرتب هذا الترتيب الدول حسب عدد الميداليات الذهبية التي فاز بها رماة السهام فيها (في هذا السياق، الدولة هي كيان تمثله اللجنة البارالمبية الوطنية). يؤخذ عدد الميداليات الفضية في الاعتبار بعد ذلك ثم عدد الميداليات البرونزية. إذا كانت الدول لا تزال متعادلة بعد ما سبق، يتم منحها نفس الترتيب ويتم إدراجها أبجديًا.
يعرض هذا الترتيب الدول حسب عدد الميداليات الذهبية التي حققها رماة السهام التابعون لها (وفي هذا السياق تُعد الدولة كياناً يمثله اللجنة البارالمبية الوطنية). وفي حال تساوي عدد الميداليات الذهبية، يُنظر إلى عدد الميداليات الفضية، ثم البرونزية. وإذا استمر التساوي بعد ذلك، تُمنح نفس المرتبة وتُدرج الدول أبجديًا.
  *   البلد المضيف (مضيف)
| المرتبة | فريق                   | ذهبية | فضية | برونزية | المجموع |
| ------- | ---------------------- | ----- | ---- | ------- | ------- |
| 1       | الصين (CHN)            | 2     | 3    | 2       | 7       |
| 2       | بريطانيا العظمى (GBR)  | 2     | 1    | 1       | 4       |
| 3       | كوريا الجنوبية (KOR)   | 2     | 1    | 0       | 3       |
| 4       | جمهورية التشيك (CZE)   | 1     | 0    | 1       | 2       |
| 5       | تركيا (TUR)            | 1     | 0    | 0       | 1       |
| 5       | منغوليا (MGL)          | 1     | 0    | 0       | 1       |
| 7       | إيطاليا (ITA)          | 0     | 2    | 1       | 3       |
| 8       | اليابان (JPN)          | 0     | 1    | 0       | 1       |
| 8       | فرنسا (FRA)            | 0     | 1    | 0       | 1       |
| 10      | الولايات المتحدة (USA) | 0     | 0    | 2       | 2       |
| 11      | تايبيه الصينية (TPE)   | 0     | 0    | 1       | 1       |
| 11      | سويسرا (SUI)           | 0     | 0    | 1       | 1       |
| المجموع | المجموع                | 9     | 9    | 9       | 27      |

### فعاليات الرجال
| الفعالية                        | الفئة | ذهبية                                                            | فضية                                               | برونزية                                                            |
| ------------------------------- | ----- | ---------------------------------------------------------------- | -------------------------------------------------- | ------------------------------------------------------------------ |
| فردي قوس مركب قالب:رابط تفاصيل  | مفتوح | جون ستوبس · بريطانيا العظمى                                      | ألبرتو سيمونيلي · إيطاليا                          | فيليب هورنر · سويسرا                                               |
| فردي قوس مركب قالب:رابط تفاصيل  | W1    | ديفيد دراهونينسكي · جمهورية التشيك                               | جون كافانا · بريطانيا العظمى                       | جيف فابري · الولايات المتحدة                                       |
| فردي قوس منحني قالب:رابط تفاصيل | وقوفًا | باتارجاف دامبادوندوغ · منغوليا                                   | فابريس مونييه · فرنسا                              | تشن ييغانغ · الصين                                                 |
| فردي قوس منحني قالب:رابط تفاصيل | W1/W2 | تشنغ تشانغجي · الصين                                             | ماركو فيتالي · إيطاليا                             | تسنغ لونغ-هوي · تايبيه الصينية                                     |
| فريق قوس منحني قالب:رابط تفاصيل | مفتوح | كوريا الجنوبية (KOR) · تشو هيون كوان · كيم هونغ كيو · لي هونغ غو | الصين (CHN) · تشن ييغانغ · تشنغ تشانغجي · دونغ تشي | إيطاليا (ITA) · أوسكار دي بيليغرين · ماريو إسبوزيتو · ماركو فيتالي |

### فعاليات السيدات
| الفعالية                        | الفئة | ذهبية                                                | فضية                                                        | برونزية                                                                   |
| ------------------------------- | ----- | ---------------------------------------------------- | ----------------------------------------------------------- | ------------------------------------------------------------------------- |
| فردي قوس مركب قالب:رابط تفاصيل  | مفتوح | دانييل براون · بريطانيا العظمى                       | شييكو كاميا · اليابان                                       | ميل كلارك · بريطانيا العظمى                                               |
| فردي قوس منحني قالب:رابط تفاصيل | وقوفًا | لي هوا سوك · كوريا الجنوبية                          | غاو فانغشيا · الصين                                         | ليندسي كارمايكل · الولايات المتحدة                                        |
| فردي قوس منحني قالب:رابط تفاصيل | W1/W2 | جيزم جيريسمين · تركيا                                | فو هونغزي · الصين                                           | شياو يانهونغ · الصين                                                      |
| فريق قوس منحني قالب:رابط تفاصيل | مفتوح | الصين (CHN) · فو هونغزي · غاو فانغشيا · شياو يانهونغ | كوريا الجنوبية (KOR) · كيم كي-هي · كيم ران-سوك · لي هوا سوك | جمهورية التشيك (CZE) · ميروسلافا تشيرنا · لينكا كونكوفا · ماركيتا سيدكوفا |

## روابط خارجية
- الموقع الرسمي للألعاب البارالمبية الصيفية 2008
- اللجنة البارالمبية الدولية
- FITA

قالب:الفعاليات في الألعاب البارالمبية الصيفية 2008
قالب:النبالة في الألعاب البارالمبية
قالب:ترتيب افتراضي:النبالة في الألعاب البارالمبية الصيفية 2008